# 米拉瓜伊
米拉瓜伊是巴西南大河州的一个市镇。总面积130.425平方公里，总人口4869人，人口密度37.3人/平方公里。